# Хоховиця
Хоховиця (словен. Hohovica) — поселення в общині Літія, Осреднєсловенський регіон, Словенія. Висота над рівнем моря: 423,9 м.